# Халиль Мардам-бей
Халиль Мардам-бей (Мардам-бек; араб. خليل مردم بك‎; 1895, Дамаск — 23 июля 1959, Дамаск) — сирийский государственный деятель, поэт, литературный критик. Автор слов гимна Сирийской Арабской Республики («Хумат ад-Дияр»).

## Биография
Родился в аристократической семье. Потомок Лалы Мустафы-паши, двоюродный брат Джамиля Мардам-Бея.
В 1929 году окончил Лондонский университет.
В 1948 году был назначен министром образования, в 1953 году — министром иностранных дел.
С 1948 года — член Академии арабского языка в Каире, с 1949 года — Иракской Академии наук, с 1958 года — иностранный член Академии наук СССР. В 1953 году был избран президентом Академии арабского языка в Дамаске.
Внёс большой вклад в развитие сирийского литературоведения. В 1921 году стал одним из основателей литературного общества «Ар-Рабита аль-адабийя» («Литературная Лига»), в 1929 году — одноимённого журнала в Дамаске, а также в 1933 году — литературного журнала «Ас-Сакафа» («Культура»).
Автор монографий «Поэты Сирии» (в 3-х томах, 1954), «История арабской литературы» (в пяти томах, 1955). Опубликовал собрания стихов средневековых арабских поэтов Ибн Хайюса, Ибн Унайна, Али ибн аль-Джахма ас-Сами и др. с комментариями.
Собственное собрание стихов было опубликовано в 1960 году.